# Черекский район
Чере́кский райо́н — административно-территориальная единица и муниципальное образование (муниципальный район) в составе Кабардино-Балкарской Республики Российской Федерации.
Административный центр — посёлок Кашхатау.

## География
Черекский район расположен в юго-восточной части Кабардино-Балкарской Республики и граничит: с Чегемским районом на западе, с Урванским районом на севере, с Лескенским районом на востоке, с Дигорским районом Северной Осетии на востоке и с Грузией на юге. На северо-западе район граничит с землями городского округа Нальчик. Площадь территории района составляет 2215,50 км².
По зональному районированию, территория района делится на две зоны — горную и предгорную. Черекский район является одним из самых высокогорных на территории Российской Федерации. Основной земельный массив расположен в высокогорной зоне. По территории района проходят пять основных хребтов северного макросклона Большого Кавказа. Из семи вершин с высотой более пяти тысяч метров находящихся на Кавказе, пять расположены в Черекском районе, образуя так называемую Безенгийскую стену.
Гидрографическая сеть района принадлежит бассейну реки Черек. Три наиболее крупных ущелий района — Черекский, Хуламо-Безенгийский и Псыгансуевский. Также на территории района расположены популярные у туристов — Голубые озёра, состоящая из 5 карстовых озёр.

## История
Согласно постановлению № 92 Президиума Кабардино-Балкарского облисполкома от 28 января 1935 года, был образован новый район из Верхне-Балкарского, Средне-Балкарского, Нижне-Балкарского, Ташлы-Талинского, Кашкатауского, Безенгиевского, Шикийского, Верхне-Хуламского, Нижне-Хуламского, Хасаньинского и Белореченского сельсоветов разукрупнённого Балкарского района.
20 апреля 1937 года из Верхне-Балкарского сельсовета был выделен Шаурдатский сельсовет (с. Шаурдат), а из Средне-Балкарского — Куспартинский сельсовет (с. Куспарты, с. Зарашки, с. Мукуш).
Постановлением бюро обкома ВКП(б) от 25 января 1939 года Ташлы-Талинский сельсовет был передан Лескенскому району, а из Кашкатауского, Шикиевского, Безенгиевского, Верхне-Хуламского, Нижне-Хуламского, Белореченского и Хасаньинского сельсоветов образован новый Хуламо-Безенгиевский район. 28 февраля 1939 года административный центр преобразованного района был перенесён из Кашхатау в селение Средняя Балкария.
Указом Президиума Верховного Совета РСФСР № 621/3 от 29 мая 1944 года Хуламо-Безенгиевский район был переименован в Советский район. Тем же постановлением Черекский район был упразднён, а его территория передана в состав Советского района. В том же году в состав Советского района были переданы — Аушигерский и Герпегежский сельсоветы из Нальчикского района, а также Зарагижский и Жемталинский сельсоветы из Урванского района.
Постановлением Парламента КБР от 5 мая 1994 года Советский район был переименован в Черекский район без изменения действующих административных границ и правового статуса района в целом и каждого населённого пункта в отдельности.

## Население
| 1970    | 1979    | 1989    | 2002    | 2010    | 2011    | 2012    | 2013    | 2014    | 2015    |
| ------- | ------- | ------- | ------- | ------- | ------- | ------- | ------- | ------- | ------- |
| 22 092  | ↘21 603 | ↗22 079 | ↗25 927 | ↗26 956 | ↗26 996 | ↗27 073 | ↗27 187 | ↗27 220 | ↗27 438 |
| 2016    | 2017    | 2018    | 2019    | 2020    | 2021    | 2023    | 2024    | 2025    |         |
| ↗27 637 | ↗27 811 | ↗27 945 | ↗28 081 | ↗28 163 | ↗30 300 | ↗30 397 | ↗30 636 | ↗30 890 |         |

### Национальный состав
По итогам переписи населения 2020 года проживали следующие национальности (национальности менее 0,5 % и другое, см. в сноске к строке «Другие»):
| Национальность | Численность, чел. | Доля     |
| -------------- | ----------------- | -------- |
| Балкарцы       | 20 356            | 67,19 %  |
| Кабардинцы     | 9 364             | 30,90 %  |
| Черкесы        | 206               | 0,67 %   |
| Русские        | 174               | 0,57 %   |
| Другие         | 200               | 0,66 %   |
| Итого          | 30 300            | 100,00 % |

Половозрастной состав
По данным Всероссийской переписи населения 2010 года:
| Возраст     | Мужчины, чел. | Женщины, чел. | Общая численность, чел. | Доля от всего населения, % |
| ----------- | ------------- | ------------- | ----------------------- | -------------------------- |
| 0 — 14 лет  | 2 767         | 2 848         | 5 615                   | 20,83 %                    |
| 15 — 59 лет | 8 949         | 9 131         | 18 080                  | 67,07 %                    |
| от 60 лет   | 1 275         | 1 986         | 3 261                   | 12,10 %                    |
| Всего       | 12 991        | 13 965        | 26 956                  | 100,0 %                    |

Мужчины — 12 991 чел. (48,2 %). Женщины — 13 965 чел. (51,8 %).
Средний возраст населения — 34,2 лет. Средний возраст мужчин — 33,2 лет. Средний возраст женщин — 35,1 лет.
Медианный возраст населения — 31,4 лет. Медианный возраст мужчин — 30,7 лет. Медианный возраст женщин — 31,9 лет.

## Муниципальное деление
В Черекский муниципальный район входят 10 муниципальных образований, в том числе  1 городское и 9 сельских поселений:
| №        | Муниципальное образование | Административный центр | Количество населённых пунктов | Население | Площадь, км² |
| -------- | ------------------------- | ---------------------- | ----------------------------- | --------- | ------------ |
| 1e-06    | Городское поселение       |                        |                               |           |              |
| 1        | Кашхатау                  | посёлок Кашхатау       | 1                             | 6417      | 21,13        |
| 1.000002 | Сельские поселения        |                        |                               |           |              |
| 2        | Аушигер                   | село Аушигер           | 1                             | 5122      | 37,48        |
| 3        | Бабугент                  | село Бабугент          | 1                             | 3909      | 29,50        |
| 4        | Безенги                   | село Безенги           | 1                             | 1269      | 112,29       |
| 5        | Верхняя Балкария          | село Верхняя Балкария  | 1                             | 5072      | 92,21        |
| 6        | Верхняя Жемтала           | село Верхняя Жемтала   | 1                             | 1799      | 19,29        |
| 7        | Герпегеж                  | село Герпегеж          | 1                             | 1348      | 15,28        |
| 8        | Жемтала                   | село Жемтала           | 1                             | 3097      | 47,54        |
| 9        | Зарагиж                   | село Зарагиж           | 1                             | 1788      | 17,78        |
| 10       | Карасу                    | село Карасу            | 1                             | 576       | 16,18        |

## Населённые пункты
Распределение населения района
 п. Кашхатау (21,37 %) с. Аушигер (16,75 %) с. Верхняя Балкария (16,61 %) с. Бабугент (12,86 %) с. Жемтала (10,13 %) Остальные (22,28 %)
В Черекском районе 10 населённых пунктов.
| №  | Населённый пункт | Тип  | Население | Муниципальное образование |
| -- | ---------------- | ---- | --------- | ------------------------- |
| 1  | Аушигер          | село | ↗5174     | Аушигер                   |
| 2  | Бабугент         | село | ↗3971     | Бабугент                  |
| 3  | Безенги          | село | ↗1276     | Безенги                   |
| 4  | Верхняя Балкария | село | ↗5132     | Верхняя Балкария          |
| 5  | Верхняя Жемтала  | село | ↗1825     | Верхняя Жемтала           |
| 6  | Герпегеж         | село | ↗1369     | Герпегеж                  |
| 7  | Жемтала          | село | ↗3128     | Жемтала                   |
| 8  | Зарагиж          | село | ↗1830     | Зарагиж                   |
| 9  | Карасу           | село | ↗585      | Карасу                    |
| 10 | Кашхатау         | село | ↗6600     | Кашхатау                  |

## Органы местного самоуправления
Структуру органов местного самоуправления муниципального образования составляют:
1. Совет местного самоуправления Черекского муниципального района — выборный представительный орган района;
2. Председатель совета местного самоуправления Черекского муниципального района — высшее должностное лицо района;
3. Местная администрация Черекского муниципального района — исполнительно-распорядительный орган района;
4. Глава местной администрации Черекского муниципального района — глава исполнительной власти в районе.

Структуру органов местного самоуправления муниципального образования составляют:
Глава местной (районной) администрации
- Кульбаев Алан Борисович (с 6 декабря 2021 года)

Председатель Совета местного самоуправления
- Этезов Мухаммат Копаевич (с 24 мая 2019 года)

Адрес администрации Черекского муниципального района: посёлок Кашхатау, ул. Мечиева, 108.

## Экономика
На территории Черекского района расположены 220 предприятий и организаций различных форм собственности. Из них по формам собственности:
- государственной и муниципальной — 93;
- частной — 86;
- смешанных российских — 20.

В сельском хозяйстве развито растениеводство и животноводство.

## Транспорт
Через район проходят автотрасса федерального значения: «Урвань — Уштулу» А-154, а также автодороги регионального значения.
Все населённые пункты имеют налаженную рейсовую связь с районным центром — Кашхатау и городом Нальчик. Железнодорожного сообщения в районе не имеется.

## Средства массовой информации
- Издаётся районная газета «Черекские вести»[32][33], тиражируемая на территории района и освящающая события, происходящие в нём. Выпускается один раз в неделю.
- Официальный сайт администрации муниципального района.
- Официальные страницы администрации муниципального района в популярных социальных сетях.

## Достопримечательности
На территории района расположены такие достопримечательности республики как — Голубые озера, Аушигерские горячие источники, Черекская теснина, знаменитая Безенгийская стена, где расположены 5 вершин высотой более 5 тысяч метров, монастырь вырубленный в скале из камня, памятники архитектуры (сторожевые крепости и склепы XII—XIV веков). В верховьях Черекского ущелья, в урочище Уштулу, имеются нарзанные источники, хвойный лес и лечебные грязи. Всю южную часть района занимает — Кабардино-Балкарский Государственный Высокогорный заповедник.